# Bleach: Jigoku-hen
Bleach: Jigoku-hen (劇場版BLEACH 地獄篇 Gekijōban Burīchi Jigoku-Hen?, Bleach: Verso del Infierno) es la cuarta y última adaptación al cine de anime de la serie de anime y manga Bleach. Es dirigida por Noriyuki Abe. El tema musical del filme es "Save the One, Save the All ", a cargo de T.M.Revolution y su guion ha sido escrito por Natsuko Takahashi y Masahiro Ookubo, con Tite Kubo, autor  del manga, supervisando la producción.
La película fue estrenada en los cines japoneses el 4 de diciembre de 2010. Un prólogo de la película, titulada Teatro de apertura Conmemoración! Capítulo Infierno: Prólogo, se incluyó en la temporada 14 de la serie de anime en la programación regular de TV Tokio, este se emitió el 30 de noviembre de 2010. Se publicó un capítulo del manga de promoción, titulado Imaginario  Número 01: Los Imperdonables, este muestra a Shuren combatiendo a Szayel Aporro Granz y Arruruerie Aaroniero en el infierno. Además, un libro de información promocional llamado Bleach: Libro de Invitación Oficial: Verso del Infierno.

## Argumento
Él "INFIERNO" es el lugar donde una persona que cometió crímenes violentos cuando estaba viva, es enviada. Los "Shinigamis" tienen prohibido ir a ese lugar. 
Un día, los prisioneros (pecadores) se revelan, y deciden escapar a la Ciudad de Karakura donde Ichigo Kurosaki y sus amigos viven. Ichigo y sus amigos son derrotados uno tras otro por los prisioneros con un abrumador poder. Aparece un hombre misterioso llamado Kokutto quien viene a su rescate, sin embargo los atacantes terminan llevándose a Yuzu sin dar oportunidad a que ichigo y su equipo puedan reaccionar.
Con Kokutoo dirijiendo el camino, Ichigo, Rukia, Uryuu y Renji marchan al INFIERNO para salvar a Yuzu de los que se la llevaron.

## Palabras clave
Para promover la película, 5 palabras clave fueron revelados al público el 13 de septiembre de 2010. La primera palabra clave es 地狱. La segunda palabra clave es 一 護 の 化 虚. La tercera palabra clave es 咎 人, y el cuarto es 地獄 の 門. La última palabra clave es el nombre de un personaje, コクトー.
- El infierno (地狱, Jigoku?)

El escenario principal de la película, donde los seres vivos que hizo caer a las malas acciones.
- Ichigo Kurosaki Hollowfication (一 護 の 虚 化, Ichigo no Horōka?)

La razón por la cual el nuevo enemigo Shuren es después de Ichigo Kurosaki. Parece que él es, después de fuertes hollowfied poder de Ichigo para romper la puerta del infierno. Incluso tiene la hermana de Ichigo, Yuzu como rehén para obligar a Ichigo Kurosaki a obedecerle.
- El (Togabito 咎 人,?) Unforgiven

Los que cayeron al infierno después de cometer un pecado. Varios de los Unforgiven escapado del infierno y se fue después de Ichigo con Shuren. Parece que Shuren fue también uno de los Unforgiven.
- La Puerta al Infierno (地獄 の 門, Jigoku no Mon?)

La Puerta al Infierno de repente apareció sobre el cielo de la ciudad de Karakura. Por lo tanto, la Sociedad de Almas ha ordenado a Rukia Kuchiki y Renji Abarai para investigar el asunto.

## Nuevos personajes
- Shuren (朱 莲 (シュレン)?)

Seiyū: Toru Furuya
El líder de la Unforgiven, estableció secuestro Yuzu con el fin de obtener Ichigo en el infierno por lo que puede utilizar sus poderes de Hollow a rasgar las puertas del infierno se abren para que pueda hacerse cargo del mundo de los vivos.
- Kokutō (黒 刀 (コクトー)?)

Seiyū: Kazuya Nakai
Un Unforgiven que afirma haber sido condenado por la muerte de su hermana, y fue revivido por la lucha de Full Hollow Ichigo con Ulquiorra. Inicialmente se plantea como un aliado, el ahorro de Karin Kurosaki, Ichigo, pero traiciona matando a Yuzu. Que se propone utilizar Cero poderosa de Ichigo para cortar las cadenas de unión al infierno y conquistar el mundo de los vivos, pero es sellado por la forma Skullclad de Ichigo.
- Gunjō (群青 (グンジョウ)?)

Seiyū: Masaki Aizawa
Un Unforgiven con la regeneración de los tentáculos de armas.
- Garogai (我 绿 涯 (ガロガイ)?)

Seiyū: Keiko Sakai
Un Unforgiven muscular que sirve Shuren.Él es capaz de separar el brazo de una manera similar a un gancho de ataque, utilizando como su arma principal.
- Taikon (太 金 (タイ コン)?)

Seiyū: Kōzō Shioya
Un Unforgiven obesos que pueden crear boca en su cuerpo y absorber los ataques enemigos.
- Murakumo (紫云 (ムラ クモ)?)

Interpretado por: Takañi Ovaros 紫
Un Unforgiven que utiliza el uso de un ataque, mientras que tres frentes Glaive.